# Monóvrysi
Monóvrysi (Monovrysi) är en ort i Grekland.   Den ligger i prefekturen Nomós Serrón och regionen Mellersta Makedonien, i den nordöstra delen av landet, 300 km norr om huvudstaden Aten. Monóvrysi ligger 50 meter över havet och antalet invånare är 566.
Terrängen runt Monóvrysi är platt åt sydväst, men åt nordost är den kuperad. Runt Monóvrysi är det ganska glesbefolkat, med 48 invånare per kvadratkilometer. Närmaste större samhälle är Serrai, 5,5 km nordväst om Monóvrysi. Trakten runt Monóvrysi består till största delen av jordbruksmark.